# ゾウゲカモメ

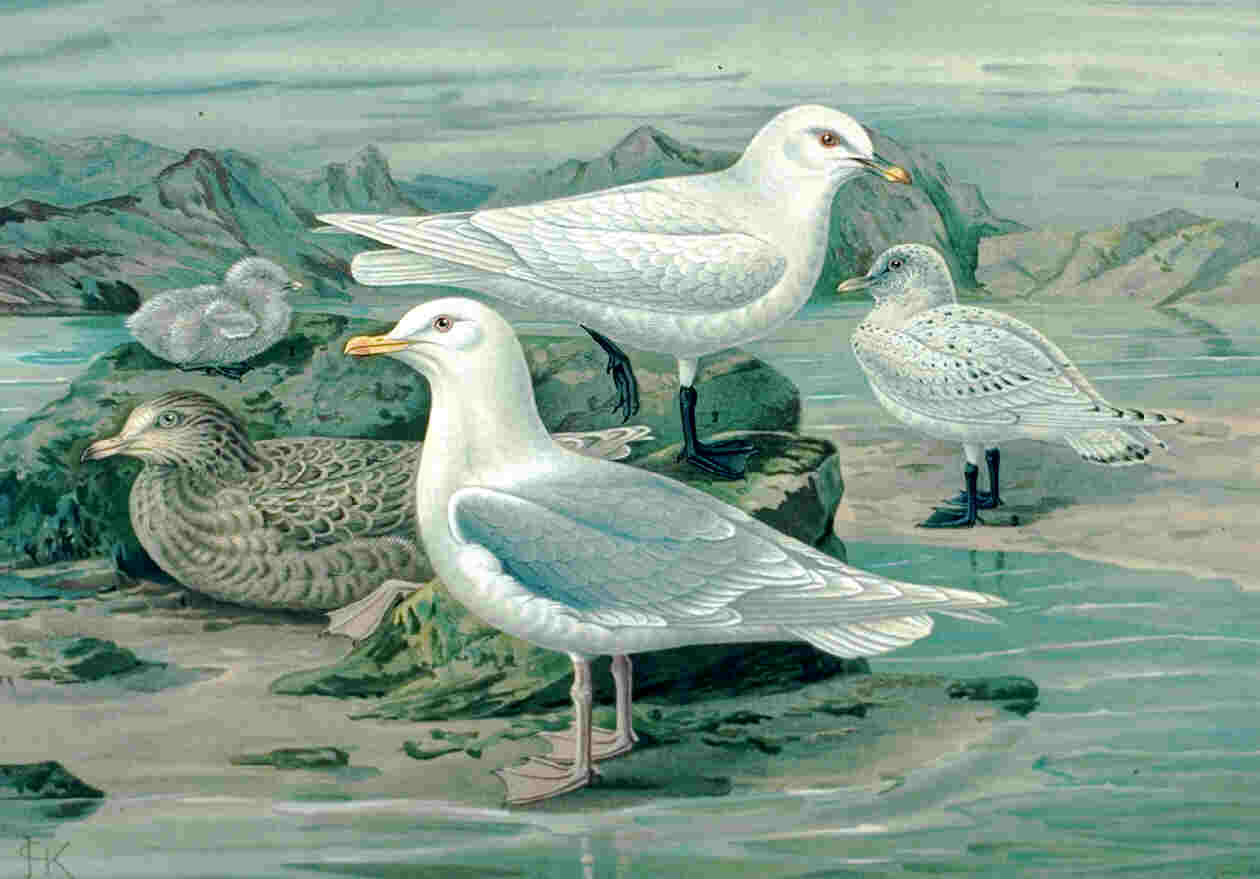
上がゾウゲカモメ、下はアイスランドカモメ

ゾウゲカモメ（象牙鴎、学名：Pagophila eburnea）は、チドリ目カモメ科に分類される鳥類の一種である。本種はゾウゲカモメ属 Pagophila 唯一の種である。カモメの仲間。
名前の由来は、象牙色の体色から。

## 分布
グリーンランドや北極圏の島嶼で繁殖し、冬はやや南下して越冬する。北半球で繁殖する鳥類の中で、最も高緯度の地域で繁殖する種の内の一種である。
日本ではきわめてまれな迷鳥として、北海道、青森県、千葉県でのわずかな観察記録があるのみ。

## 形態
全長約43センチメートル、翼開長約110センチメートル。体形はややずんぐりとしており、足が短く見える。成鳥夏羽は全身が白く、嘴は青灰色で先端が黄色、足は黒色である。冬羽では、嘴の色がやや淡くなる。幼鳥は、眼から前の顔面がやや黒っぽく、翼に黒い斑が散在する。雌雄同色である。

## 生態
非繁殖期は、海岸や外洋に生息する。
食性は主に動物食。魚類のほか死肉や海獣の排泄物、海鳥の雛などを食べる。
繁殖形態は卵生。繁殖期は7-8月で、海岸等に草や海藻を敷いて営巣する。中規模のコロニーを形成する。
飛翔時は他のカモメ類に比べてゆっくりはばたいているように見える。
鳴き声は、キューイ、クリーなど。